# Alexander Watkins Terrell

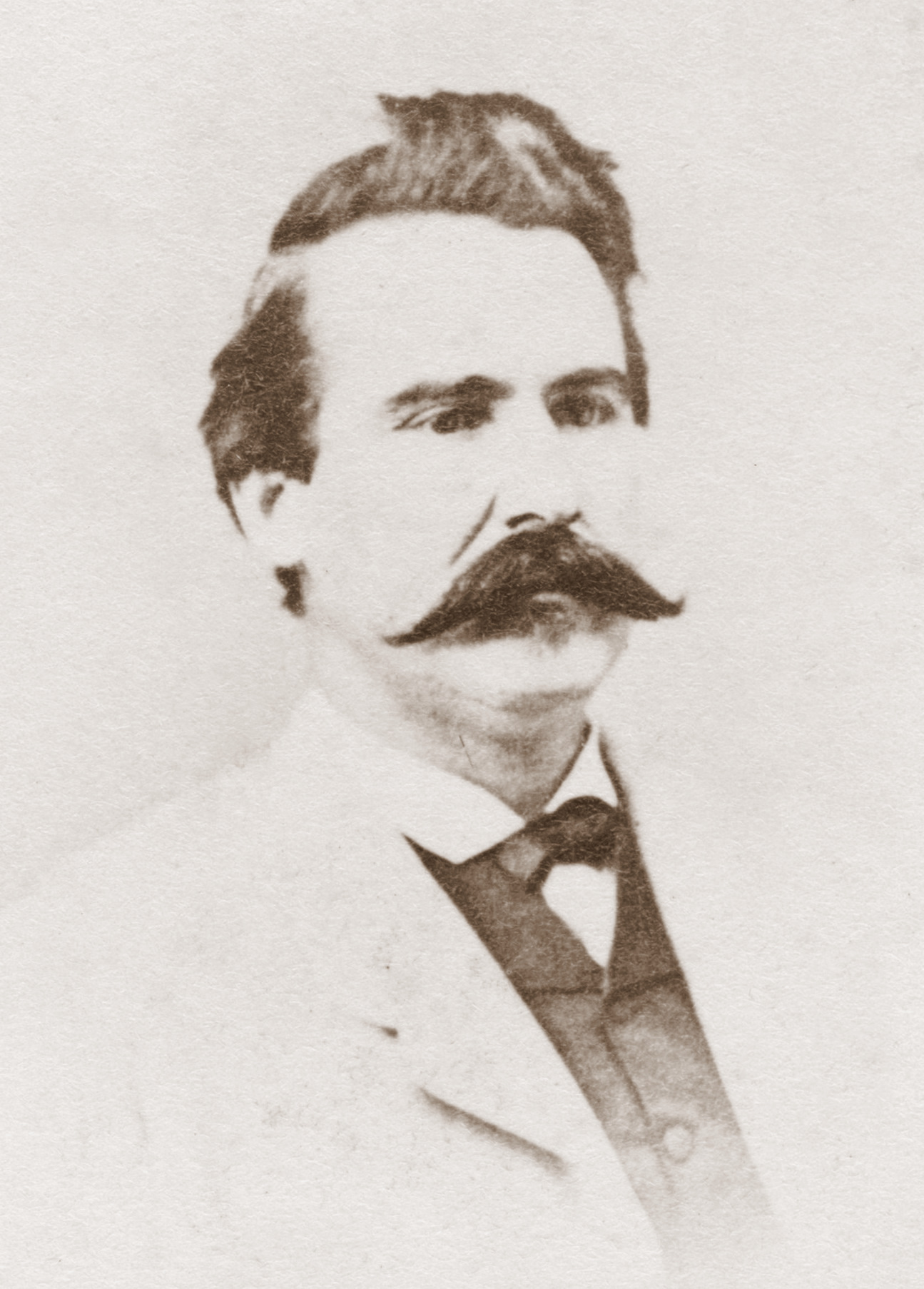
Alexander Watkins Terrell, um 1860

Alexander Watkins Terrell (* 3. November 1827 im Patrick County, Virginia; † 9. September 1912 in Mineral Wells, Texas) war ein US-amerikanischer Jurist, während des Bürgerkrieges Offizier der Armee der Konföderierten Staaten von Amerika und Politiker der Demokratischen Partei. Von 1893 bis 1897 war er Gesandter der Vereinigten Staaten im Osmanischen Reich.
Terrell gehörte dem Senat von Texas von 1876 bis 1884 an und wurde mehrmals ins Repräsentantenhaus von Texas gewählt – 1890 bis 1892, dann erneut 1902 bis 1906. Er war überzeugter Befürworter der im Jahre 1902 in Texas eingeführten „poll tax“ (Kopfsteuer). Er war Hauptinitiator der 1903/1905 verabschiedeten so genannten „Terrell’s Election Laws“ („Terrells Wahl-Gesetze“), die regulierend in die Primary-Wahlen eingriffen und großen Teile der Unterschichten – insbesondere Afroamerikaner – von der Teilnahme an Wahlen ausschloss. Diese Gesetze waren die Vorstufe zum „White Primary“-Gesetz („Weiße Vor-Wahlen“-Gesetz), das 1923 in Texas verabschiedet wurde und Afroamerikaner von den Primaries (der Demokratischen Partei) in Texas ausschloss.

## Biographie

### Frühe Jahre
Alexander Watkins Terrell wurde am 3. November 1827 als Sohn des Arztes Christopher Johnson Terrell (1798–1833) und dessen Frau Susan (geb. Kennerly) (* 1805 – † ?) im Patrick County, Virginia geboren. Vorfahren seiner Familie waren im 17. Jahrhundert aus Reading, England nach New Kent County, Virginia ausgewandert. 1831, als Terrell gerade 4 Jahre alt war, zogen seine Eltern nach Boonville, Cooper County, Missouri, wo Alexander Terrell mit seinen Geschwistern Sarah Jane (* 29. Juli 1823), John Jay (* 8. August 1829) und Joseph Christopher (* 29. Oktober 1831) und John Christopher (* um 1832) aufwuchs.

### Tätigkeit als Anwalt
Alexander Terrell studierte Rechtswissenschaften an der University of Missouri in Columbia. Nach dem Studienabschluss kehrte er zunächst nach Boonville zurück und arbeitete für den Richter Peyton R. Hayden. 1849 als Anwalt zugelassen, machte er sich selbstständig und eröffnete eine Anwaltskanzlei in St. Joseph, Missouri. 1852 zog er nach Austin und gewann dort aufgrund seines Verhandlungsgeschicks in mehreren Prozessen schnell Reputation. Er engagierte sich zugleich in der Politik, half die Organisation der Demokratischen Partei von Texas aufzubauen. 1857 wurde er zum Bezirksrichter in Austin gewählt.

### Teilnahme am Sezessionskrieg
Nach Beginn des Bürgerkrieges gab Terrell sein Richteramt auf und trat 1861 den Streitkräften der Konföderierten Staaten bei. 1862 diente er als persönlicher Aide-de-camp von Brigadegeneral Henry Eustace McCulloch, der Truppenkontingente aus Texas befehligte, die in Arkansas stationiert waren. 1863 wurde er zum Colonel eines texanischen Kavallerie-Regiments (34th Texas Cavalry – oder auch „Terrell's Texas Cavalry“) befördert.
Terrell nahm an den Kämpfen der so genannten „Red River Campaign“ („Red-River-Feldzug“) März / Mai des Jahres 1864 teil, als Truppen der Nordstaaten unter dem Befehl von Nathaniel Prentiss Banks versuchten, eine Entscheidung im so genannten Trans-Mississippi-Kriegsschauplatz herbeizuführen. Der Plan Banks’, Shreveport am Red River, Louisiana, dem Zentrum des Trans-Mississippi Departments, zu besetzen, wurde von Truppen der Konföderierten unter General Edmund Kirby Smith (Schlacht von Mansfield und Schlacht von Pleasant Hill, 8./9. April 1864) abgewehrt.
Als die Südstaaten 1865 kapitulierten, setzte Terrell sich nach Mexiko ab, wo er für kurze Zeit als Colonel in den französischen Streitkräften diente, die zum damaligen Zeitpunkt den am 10. April 1864 auf Veranlassung Napoleons III. inthronisierten so genannten „Kaiser von Mexiko“, Ferdinand Maximilian von Österreich, an der Macht hielt. Noch vor dessen Sturz und Hinrichtung kehrte Terrell 1866 wieder nach Texas zurück und bewirtschaftete zunächst vier Jahre lang eine Plantage im Robertson County, bevor er sich 1871 in Austin niederließ und zusammen mit dem Richter A. S. Walker eine Anwaltskanzlei eröffnete.

### Im Senat und Repräsentantenhaus von Texas
Terrell gehörte dem Senat von Texas von 1876 bis 1884 an und wurde mehrmals ins Repräsentantenhaus von Texas gewählt (1890 bis 1892, dann erneut 1902 bis 1906).

#### Befürworter der „Poll Tax“ (Kopfsteuer)
Im Zeitraum 1889 bis 1910 führten elf Südstaaten eine so genannte „poll tax“ (Kopfsteuer) ein, deren Höhe meist zwischen ein und zwei Dollar pro Jahr lag. Die „poll tax“ verlangte von jedem Bürger, dass er für die Ausübung seines Wahlrechts eine Wahl-Steuer zahlte.
Schon bei der Verabschiedung der Verfassung von Texas im Jahre 1875 hatten sich der spätere Kongressabgeordnete John Henninger Reagan (Anderson County / 44,7 Prozent Afroamerikaner im Jahre 1880) und W.L. Crawford (Marion County / 65,6 Prozent Afroamerikaner im Jahre 1880) für die Einführung einer „poll tax“ als Voraussetzung für die Teilnahme an Wahlen eingesetzt. Diese Vorstellungen hatten jedoch – noch – keine Mehrheit im Kongress von Texas gefunden. Terrell, überzeugter Verfechter der White Supremacy („Überlegenheit der weißen Rasse“), unterstützte diese Bemühungen, nachdem er 1876 in den Senat von Texas gewählt worden war. Er hielt den 1870 ratifizierten 15. Zusatzartikel zur Verfassung der Vereinigten Staaten, der jegliche Diskriminierung von Afroamerikanern und anderen rassischen Minderheiten beim Wahlrecht verbot, für „the political blunder of the century“ („den größten politischen Fehler des [19.] Jahrhunderts“) und war der Auffassung:
„Unless some flank movement can be made on the mass of ignorant negro voters, we will soon be at sea in Texas.“
(„Wenn wir keine flankierenden Maßnahmen gegen die Masse der ignoranten Neger-Wähler [in die Wahlvorgänge] einziehen können, wird Texas demnächst den Bach runtergehen.“) In der Einführung einer „poll tax“ sah er die Möglichkeit „the thriftless, idle and semivagrant element of both races“ („die verschwenderischen, arbeitslosen und nicht sesshaften Elemente beider Rassen“) von den Wahlen auszuschließen. Terrell zielte somit nicht ausschließlich auf den Ausschluss der afroamerikanischen Wähler, sondern beabsichtigte ebenso arme/verarmte Weiße, letztlich die unteren Bevölkerungsschichten insgesamt, von den Wahlen ausschließen. Im Jahr 1879 arbeitete er eine Gesetzesvorlage zur Einführung der „poll tax“ aus, konnte sie auch durch den Senat (von Texas) bringen, scheiterte dann aber im Repräsentantenhaus von Texas. Im Jahr 1881 und 1883 und 1889 versuchte er es nochmals, fand jedoch erneut keine Mehrheiten. Ebenso scheiterte eine Gesetzesvorlage, die der zukünftige Gouverneur von Texas, Pat Morris Neff (McLennon County) und Senator A.B. Davidson (De Witt County) im Jahre 1899 versuchten durch den Kongress von Texas zu bringen. Doch im Jahre 1902 erreichte eine neuerliche Gesetzesvorlage die Mehrheit und in Texas wurde eine „poll tax“ eingeführt. Potentielle Wähler mussten (je nach County) zwischen 1,50 Dollar und 1,75 Dollar pro Jahr bezahlen, um am Wahlvorgang teilnehmen zu können. Die Kopfsteuer musste acht Monate vor der (End-)Wahl entrichtete werden. In der damaligen Zeit viel Geld – und damit eine große Barriere, um die Unterschichten der Bevölkerung von den Wahlurnen fernzuhalten. Die Einführung dieser Steuer hatte dann auch die beabsichtigte Wirkung: Die Zahl der armen weißen Amerikaner, vor allem aber der Afroamerikaner, bei denen die Armutsquote überproportional hoch lag, ging drastisch zurück.

#### Auf dem Weg zur „White Primary“
Die Einführung einer „poll tax“ war Alexander Terrell aber immer noch nicht weitreichend genug. Mit neuerlichen Gesetzesvorlagen zielte er auf eine weitere „purification“ („Säuberung“) der Wahlgänge, insbesondere der Primary-Wahlen der Demokratischen Partei. 1895 hatte die Legislative von Texas erstmals regulierend in die Wahlgänge der Primaries eingegriffen. Im so genannten „Culberson’s Law“ („Culbersons Gesetz“) (benannt nach dem damaligen Gouverneur von Texas Charles Allen Culberson; Terrell war aber an der Ausarbeitung des Gesetzes maßgeblich beteiligt) wurde unter anderem bestimmt, dass Wähler ihre Stimme nicht öfter als ein einziges Mal abgeben, dass sie nicht außerhalb ihres (eigenen) Wahlbezirks wählen durften, keine (anderen) Wähler oder Wahlbeamte bestechen durften. Dieses Gesetz wurde von seiner Verabschiedung bis 1923 („White Primary“-Gesetz) („Weißes Vorwahl“-Gesetz) durch zahlreiche Amendments (Zusätze) beständig ausgeweitet.
Alexander Watkins Terrell starb 1912 und konnte so selbst nicht mehr miterleben, dass 1923 in Texas eine „White Primary“-Gesetzesvorlage von Senator R.S. Bowers im Senat und vom Abgeordneten D.S. Davenport im Repräsentantenhaus von Texas eingebracht wurde. Der Entwurf sah vor, dass Afroamerikaner kategorisch von den Primary-Wahlen (der Demokratischen Partei) ausgeschlossen sein sollten, passierte ohne großen Widerspruch beide Häuser und nach der Unterzeichnung durch Gouverneur Pat Morris Neff (1871–1952) wurde er im Mai 1923 Gesetz.
Die entscheidende Passage im Gesetzestext lautete:
„Any qualified voter under the laws of the Constitution of the State of Texas who is a bonafide member of the Democratic Party shall be eligible to participate in any Democratic primary election provided such voter complies with all laws and rules governing party primary elections; however, in no event shall a negro be eligible to participate in a Democratic Party primary election held in the State of Texas and should a negro vote in a Democratic primary election such ballot shall be void and election officials are herein directed to throw out such ballot and not count the same.“
(General Laws of Texas, 38th Legislature Journal, 2d Called Session (Austin 1923), p.74)
(„Jeder nach den Gesetzen der Verfassung des Staates Texas berechtigte Wähler, der ein vertrauenswürdiges Mitglied der Demokratischen Partei ist, kann an jeder Primary der Demokratischen Partei teilnehmen, vorausgesetzt der betreffende Wähler verhält sich nach den Gesetzen und Bestimmungen, die die Primary-Wahl einer Partei regeln. Auf keinen Fall [aber] ist es erwünscht, daß ein Neger an den Primaries der Demokratischen Partei, die im Staate Texas durchgeführt werden, teilnimmt. Und sollte ein Neger seine Stimme, bei einer Primary-Wahl der Demokratischen Partei [trotzdem] abgeben, so soll ein solcher Stimmzettel ungültig sein und die Wahlbeamten werden hiermit angewiesen, einen solchen Stimmzettel zu entfernen und ihn nicht zu zählen.“)

### Ausblick

#### Abschaffung der „poll tax“
Es dauerte fast ein halbes Jahrhundert, bis die „poll tax“ abgeschafft wurde. 1937 erreichte eine der Klagen, die sich gegen die Erhebung der Kopfsteuer richteten, zum ersten Mal den Supreme Court:(Breedlove v. Suttles, 302 U.S. 277 – 1937) Bis zu dieser Entscheidung des Supreme Court hatten lediglich drei Südstaaten die „poll tax“ aus eigenen Stücken wieder abgeschafft: North Carolina (1920), Louisiana (1934) und Florida (1937). Selbst New Dealers begannen erst zwei Jahre nach Breedlove v. Suttles ihren „Kreuzzug“ gegen die „poll tax“ – in erster Linie um den mit ihnen sympathisierenden Bevölkerungsgruppen die Teilnahme an den Wahlen überhaupt erst zu ermöglichen. Franklin D. Roosevelt bezeichnete erst im Jahre 1938 die „poll tax“ als „outmoded“ („veraltet, überholt“). Als 1964 dann der 24. Zusatzartikel der amerikanischen Verfassung hinzugefügt wurde, hatten weitere Südstaaten bereits reagiert und die „poll tax“ schon selbst abgeschafft. Vier Bundesstaaten jedoch – Alabama, Mississippi, Virginia und Texas – hielten zunächst weiterhin an der „poll tax“ fest. Möglich war dies, weil der 24. Zusatzartikel nur für die Wahlen auf gesamtstaatlicher Ebene, für die Wahl zu federal offices galt. Wahlen, in denen über die Besetzung von Ämtern innerhalb eines einzelnen Bundesstaates oder über die Vergabe von lokalen Ämtern entschieden wurde, konnten die Bundesstaaten weiterhin nach eigenem Ermessen gestalten. Erst nachdem Annie Harper aus Virginia am 24. März 1966 mit ihrer Klage gegen die Erhebung einer „poll tax“ vor dem Supreme Court Recht bekam (Harper v. Virginia Board of Elections – 383 U.S. 663 – 1966) wurde die „poll tax“ auch in den noch verbleibenden Staaten endgültig gestrichen. Der Supreme Court vertrat in seiner oben genannten Entscheidung die Auffassung:
„A State violates the Equal Protection Clause of the Fourteenth Amendment to the U.S. Constitution. …. whenever it makes the affluence of the voter or payment of any fee an electoral standard. Voter qualifications have no relation to wealth….“
(„Ein [Bundes]Staat verletzt die Gleichbehandlungs-Klausel des 14. Zusatzartikels zur amerikanischen Verfassung immer dann, wenn er bei einer Wahl die Einkommensverhältnisse eines Wählers, oder die Bezahlung irgendeiner Gebühr zur Norm macht. Die Eignung eines Wählers [am Wahlvorgang teilzunehmen], steht in absolut keiner Beziehung zu seinem Wohlstand…“)

#### Abschaffung der „White Primary“
Ebenso lange sollte es dauern, bis die „White Primaries“ (der Demokratischen Partei) wieder von der Bildfläche verschwanden. Anders als in den anderen Südstaaten, in denen die White Primaries meist über Parteistatuten (der Demokratischen Partei) installiert wurden, waren die White Primaries in Texas per Gesetz eingeführt worden, sodass sich hier am ehesten die Möglichkeit bot auf juristischem Wege dagegen vorzugehen und gegen diesen Ausschluss vom Wahlverfahren per Gesetz ist wiederholt von Afroamerikanern Klage eingelegt worden. Klagen, die in mehreren Verfahren den Supreme Court erreichten:
Nixon v. Herndon, 273 U.S. 536 – 1927
Nixon v. Condon, 286 U.S. 73 – 1932
Grovey v. Townsend, 295 U.S. 45 – 1935
Smith v. Allwright, 321 U.S. 649 – 1944

### Privates
Terrell war insgesamt drei Mal verheiratet. Seine erste Ehe schloss er mit Ann Elizabeth Boulding aus Missouri. Das Paar bekam insgesamt fünf Kinder. Ann Elizabeth Boulding starb 1860. Seine zweite Frau war Sarah D. Mitchell aus Robinson County, Texas. Sarah D. Mitchell starb 1871. Seine dritte Ehe schloss Terrell mit Anne Holiday Anderson Jones.
Alexander Watkins Terrell starb am 9. September 1912 in Mineral Wells, Palo Pinto County, Texas.
Das Terrell County, Texas wurde nach ihm benannt.

## Referenzen